# مستشعر المبيدات الحشرية

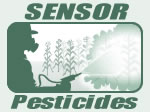
شعار مستشعر المبيدات الحشرية

نظام إنذار مترصّد الحدث للأخطار المهنية (مستشعر)المبيدات الحشرية
هو برنامج المراقبة المؤسس من قبل الولايات المتحدة
الأمريكية الذي يراقب الأمراض والإصابات المتعلقة بمبيد
الحشرات.إنّه يدار من قبل المعهد الوطني للسلامة والصحة المهنية (NIOSH), بمشاركة إثنا عشر وكالة حالة صحية.المعهد الوطني للسلامة
والصحة المهنية يقدّم الدعم التّقني لجميع الولايات المشاركة. كما يقدّم
التمويل لبعض الولايات، بالتعاون مع وكالة حماية البيئة الأمريكية (US
EPA).
الأمراض المتعلقة بالمبيدات الحشرية هي قضيّة صحة مهنيّة هامّة، ولكن يعتقد
بأنه لم يتمّ الإعلان عنها بشكل كافي.بسبب هذا، اقترح المعهد الوطني
للسلامة والصحة المهنية برنامج الاستشعار لتتبع حالات التسمم بالمبيدات
.لأنّ العاملين في العديد من الصناعات هم في خطر التّعرض للمبيدات، ووجود
القلق العام بشأن الاستخدام والتعرض للمبيدات، تواجه السّلطات الحكوميّة
والتنظيميّة ضغطاً لمراقبة التّأثيرات الصحية المرتبطة بها.الشركاء
الرسميّون لمستشعر المبيدات الحشرية يجمعون بيانات الحالة من عدّة مصادر
مختلفة باستعمال تعريف حالة قياسي ومجموعة من المتغيّرات. يتمّ إرسال هذه
المعلومات بعد ذلك إلى مقرّ البرنامج في المعهد الوطني للسلامة والصحة
المهنية حيث يتمّ تجميعها ووضعها في قاعدة بيانات وطنيّة.
نشر باحثون ومسؤولون حكوميّون من برنامج مستشعر المبيدات الحشرية مقالات
البحوث الّتي تلقي ضوءاً على النّتائج من البيانات وانعكاساتها على القضايا
البيئية والمهنية للمبيدات الحشريّة.تتضمّن هذه القضايا القضاء على
الأنواع الغازية، التسمم بالمبيدات الحشرية في
المدارس، العيوب الخلقية، والاستخدام السّكني [[للإطلاق
الكلي لذر الضباب]]، أو «قنابل الشوائب», وهي الأجهزة الّتي تطلق رذاذ
المبيدات الحشريّة.

## الخلفية
بالرغم من أنّها قضية صحة مهنيّة هامّة، التسمّم بالمبيدات الحشريّة
المتعلّق بالعمل يعتقد بأنه لم يتمّ الإعلان عنه بشكل كافي. قبل أن يبدأ برنامج المستشعر، برامج الدّولة الّتي
جمعت التّقارير عن الأمراض المهنيّة لم تؤدّي التّدخلات المعتادة. بينما أكثر من 25 ولاية طلبت تقارير عن
الأمراض المتعلّقة بالمبيدات الحشرية، معظمهم لا يستطيع أن يجمع معلومات
مفيدة عن الإصابة أو الانتشار. استجابةً لهذه التحديات، اقترح المعهد الوطني
للسلامة والصحة المهنية برنامج المستشعر كنموذج لتتبع ظروف مهنيّة معيّنة،
بما في ذلك المبيدات الحشرية.

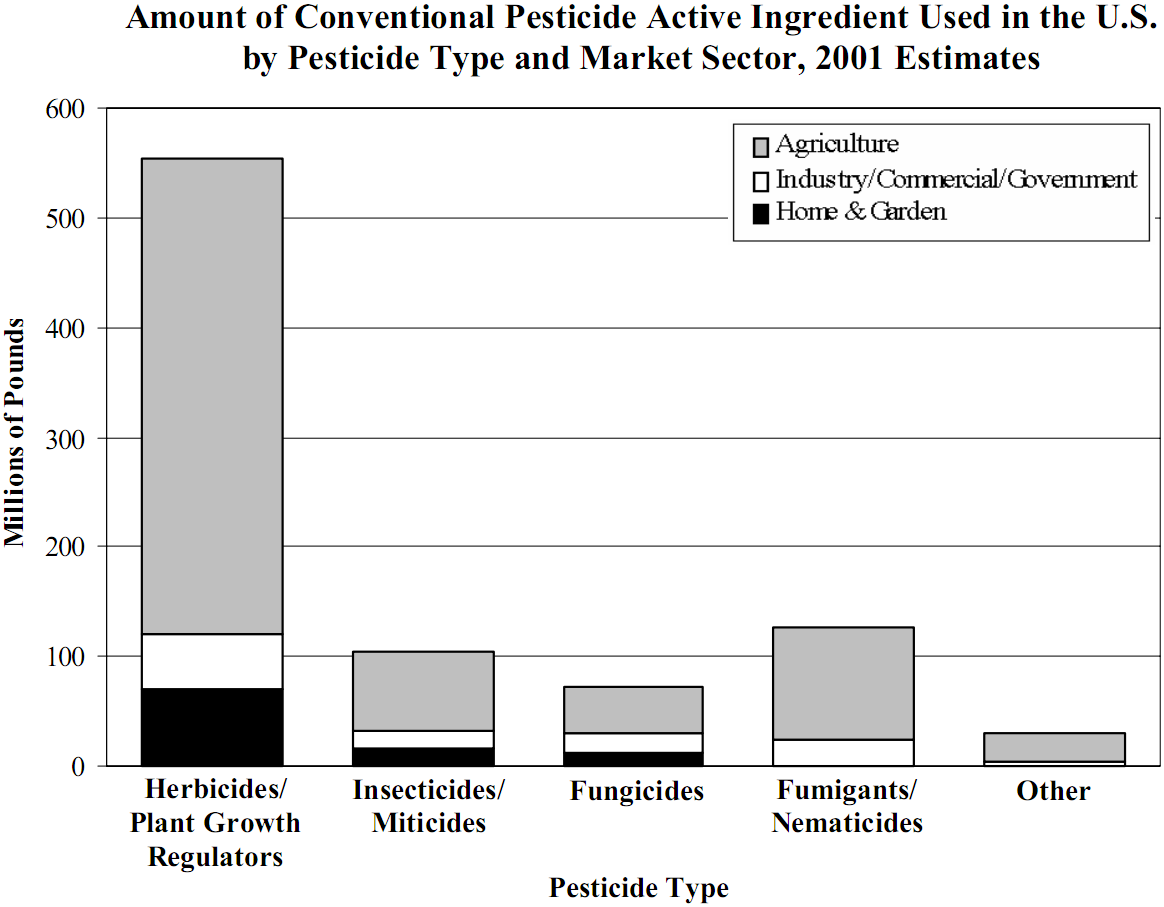
استخدام المبيد الحشري في الولايات المتحدة, 2001.

التسمم بالمبيدات الحشرية هي قضية صحية مهنية هامة لأنّ المبيدات الحشريّة
تستخدم في عدد كبير من الصناعات، مما يضع كثير من الفئات المختلفة من
العمال في خطر. من 1995 حتّى 2001, الاستخدام في الزّراعة شكّل ما لا يقلّ
عن 70% من استخدام المبيدات التقليديّة في الولايات المتّحدة، ووكالة حماية البيئة الأمريكية قدّرت أنّ القطاع الزراعي
كان يملك سهم بورصة مماثل من المبيدات الحشرية منذ عام 1979. المبيدات الحشرية مفيدة جدّاً في الزراعة لأنّها تزيد
غلة المحاصيل وتقلّل الحاجة للعمل اليدوي. رغم ذلك، فإنّ هذا الاستخدام الواسع
النّطاق يضع العمّال الزراعيين في خطر متزايد لأمراض المبيدات
الحشرية. العمّال في الصناعات الأخرى في الخطر للتعرض
كذلك. على سبيل المثال، التّوفّر التجاري للمبيدات
الحشريّة في المتاجر يضع عمّال البيع في الخطر للتعرّض والمرض عندما يلمسون
منتجات المبيدات الحشرية. الوجود المطلق للمبيدات الحشرية يضع المستجيبين لحالات
الطّوارئ مثل رجال الإطفاء وضبّاط الشرطة في الخطر، لأنّهم في أغلب الأحيان
يكونون أوّل المستجيبين للأحداث الطّارئة وقد لا يدركون وجود خطر التسمّم
. عمليّة طرد الحشرات الطائرة، الّتي
تستعمل فيها مبيدات الحشرات في الرحلات الدولية الواردة للسيطرة على الحشرة
والمرض، يمكن أيضاً أن يجعل مضيفات الطيران تمرض.
الاستخدام واسع النّطاق للمبيدات، إطلاقهم إلى البيئة، واحتمال الآثار
السّلبية الصحية العامة بسبب التعرض قد يزيد قلق الرّأي العام. يرى البعض أنّ السلْطات التنظيميّة عليها واجب أخلاقي لتتبّع
الآثار الصحية لمثل هذه المواد الكيميائية. في كتيّب علم سموم المبيدات
الحشرية، كالفرت وغيره. "لأنّ المجتمع يسمح للمبيدات الحشرية أن تنتشر في
البيئة، يتحمّل المجتمع أيضاً واجب تتبع الآثار الصحية للمبيدات
الحشرية.«جاي فروم، رئيس كروب لايف أمريكا قال في بيان صحفي أنّ»...صناعتنا لديها واجب معنوي وأخلاقي...لمعرفة كيف تؤثّر هذه
المنتجات على البشر."  مراقبة الأمراض والإصابات المتعلّقة بالمبيدات
الحشرية موصى بها من قبل الجمعية الطبية الأمريكية، [[مجلس الدولة
وعلماء الأوبئة الإقليميون]] (CSTE), Pew لجنة الصحة
البيئية، ومكتب المساءلة الحكومية.

## التاريخ

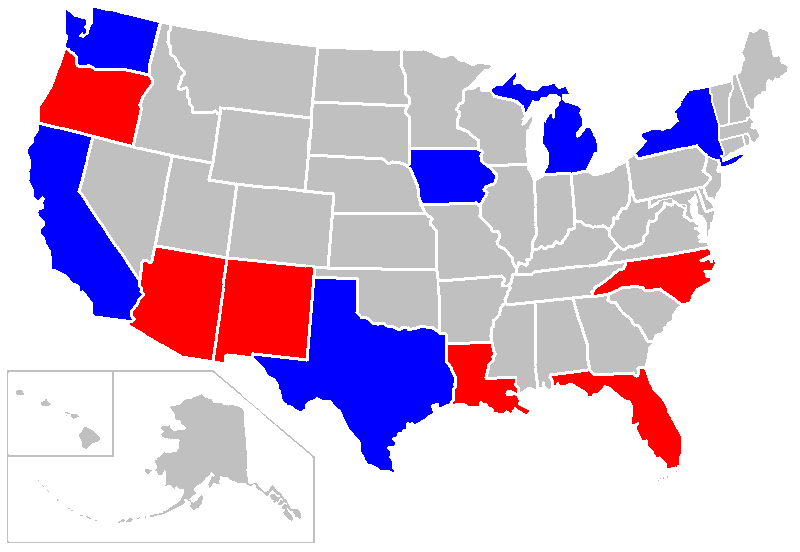
خريطة الدّول
المشاركة في مستشعر المبيدات الحشرية
الدول التي تتلقى التمويل الفيدرالي للمشاركة
شركاء البرنامج الغير مموّلين

ابتداءً من عام 1987, قام المعهد الوطني للسلامة والصحة المهنية بدعم تطبيق
نظام إنذار الحدث الحارس للأخطار المهنية برنامج (المستشعر) في عشر أقسام
صحية تابعة للدولة.
أهداف البرنامج كانت لمساعدة الإدارات الصحية التابعة للدولة لتطوير وتحسين
نظم الإبلاغ عن اضطرابات مهنيّة معيّنة حتى يتمكّنوا من إدارة وتقييم جهود
المنع والتدخلات.
الاضطرابات الّتي يغطّيها المستشعر تتضمّن السحار الرملي، [[الربو
المهني]]، متلازمة النفق الرسغي، تسمم بالرصاص، [[تسمم المبيد
الحشري]].في حين أنّ كلّ قسم صحي تابع للدولة مشارك قام سابقاً بالمراقبة
أو التدخلات لبعض هذه الأمراض المهنيّة، المستشعر ساعد الولايات لتطوير
وتحسين أنظمة وبرامج الإبلاغ.
نموذج مستشعر المبيدات الحشرية الأصلي استند على إبلاغ الطبيب. كلّ ولاية
اتّصلت بمجموعة مختارة من اختصاصيي حارسين الرعاية الصحية على أساس منتظم
لجمع المعلومات. على أيّة حال، هذا النّظام كان عملاً مركّزاً ولم
ينتج العديد من الحالات. لأنّ ولايات مختلفة استخدمت طرق مختلفة لجمع
المعلومات، بياناتهم لا يمكن أن تجمع أو تقارن لتحليل الاتجاهات.
ردّاً على ذلك، المعهد الوطني للسلامة والصحة المهنية، جنباً إلى جنب مع
الوكالات الفدرالية الأخرى (وكالة حماية البيئة الأمريكية، المركز الوطني
للصحة البيئية), الوكالات الغير فيدرالية (مجلس الدولة وعلماء الأوبئة
الإقليميون، جمعيّة العيادات المهنيّة والبيئية), والإدارات الصحية التابعة
للدولة، طوّرت تعريف حالة قياسي ومجموعة من المتغيّرات القياسية.
اعتباراً من عام 2009, ال12 ولاية المشاركة في مستشعر المبيدات الحشرية
المساهمة مهنيّاً في بيانات الإصابات والأمراض المتعلّقة بالمبيدات
الحشرية: كاليفورنيا، آيوا، ميشيغان، نيويورك، تكساس، وواشنطن تلقّت
التمويل الفيدرالي لدعم أنشطة المراقبة، بينما أريزونا، لويزيانا، فلوريدا، نيو مكسيكو، كارولاينا الشمالية، وأوريغون
كانوا مشاركين في برنامج مستشعر المبيدات الحشرية غير مموّلين.

## تعريف الحالة
حالة الإصابة أو المرض المتعلقة بالمبيد الحشري تتميز بظهور الأعراض
الحادّة الّتي ترتبط زمنيّاً بالتعرّض للمبيدات.
تصنّف الحالات على أنّها مهنية إذا حدث التعرّض في العمل، ما لم تكن الحالة
انتحار أو محاولة انتحار.
يتمّ الإبلاغ عن الحالات عندما:
- هناك وثائق عن آثار سلبية صحية جديدة ترتبط زمنياً بالتعرّض الموثّق

لمبيدات الحشرات AND
- هناك دليل ثابت على علاقة سببية بين المبيد الحشري والآثار الصحية مستند

على علم السموم المعروف لمبيد الحشرات OR
- ليس هناك معلومات كافية لتحديد ما إذا كان هناك علاقة سببية بين التعرض

والآثار الصحية.
مسؤولوا الصحة العامة للدولة قدروا كلّ حالة على أنّها واضحة، محتملة
, ممكنة أو مريبة. شدة المرض تعيّن على أنّها منخفضة، متوسّطة، شديدة أو
قاتلة.

## جمع البيانات
جميع الولايات في البرنامج تطلب من الأطباء الإبلاغ عن الإصابات والأمراض
المتعلّقة بالمبيدات الحشرية; كما تجمع أغلب الولايات معظم بياناتها من
مطالب تعويضات العمال، مراكز مكافحة السموم، والوكالات الحكومية
الّتي يشمل نطاق سلطتها استخدام المبيدات الحشرية، مثل وزارة الزراعة
الخارجيّة. عندما تتلقّى بلاغاً، يراجع مسؤولي قسم الصحة المعلومات
لتحديد إذا كانت مرتبطة بالمبيدات الحشرية. إذا كانت كذلك، يطلبون سجلّات
طبية ويحاولون مقابلة المريض (أو وكيله) وأي شخص آخر مشترك في الحادث (مثلاً المشرفين، المطبّقين، والشّهود). يتم تجميع البيانات كل عام ووضعها
في قاعدة بيانات وطنية.
بالإضافة إلى تحديد، تصنيف وتبويب حالات التسمم بالمبيدات الحشرية، تحقّق
الولايات دوريّاً في الأحداث المرتبطة بالمبيدات الحشرية وتطوّر التدخلات
الهادفة إلى صناعات معيّنة أو أخطار المبيدات الحشريّة.

### التأثير
العلماء والباحثون على المستوى الحكومي والفدرالي مع الاستعانة بمستشعر
المبيدات الحشريّة نشروا مقالات عن أحداث التعرّض للمبيدات الحشرية
والاتجاهات باستخدام بيانات البرنامج.هذه المقالات تضمّن منشورات ((MMWRالتقرير الاسبوعي لمعدّل الأمراض والوفيّات  والمقالات في مجلّات
النّقد الشريف عن التعرّض مثل المرض الحادّ المتعلق بمبيد الحشرات في
الشباب، العمّال الزراعيين، عمّال البيع بالتجزئة، عمال
المزارع المهاجرين، ومضيفات الطّيران. عدّة مقالات جذبت اهتمام
وسائل الإعلام ودافع تشريعي أو عمل حكومي آخر.

### فلوريدا برنامج القضاء على ذبابة البحر المتوسط

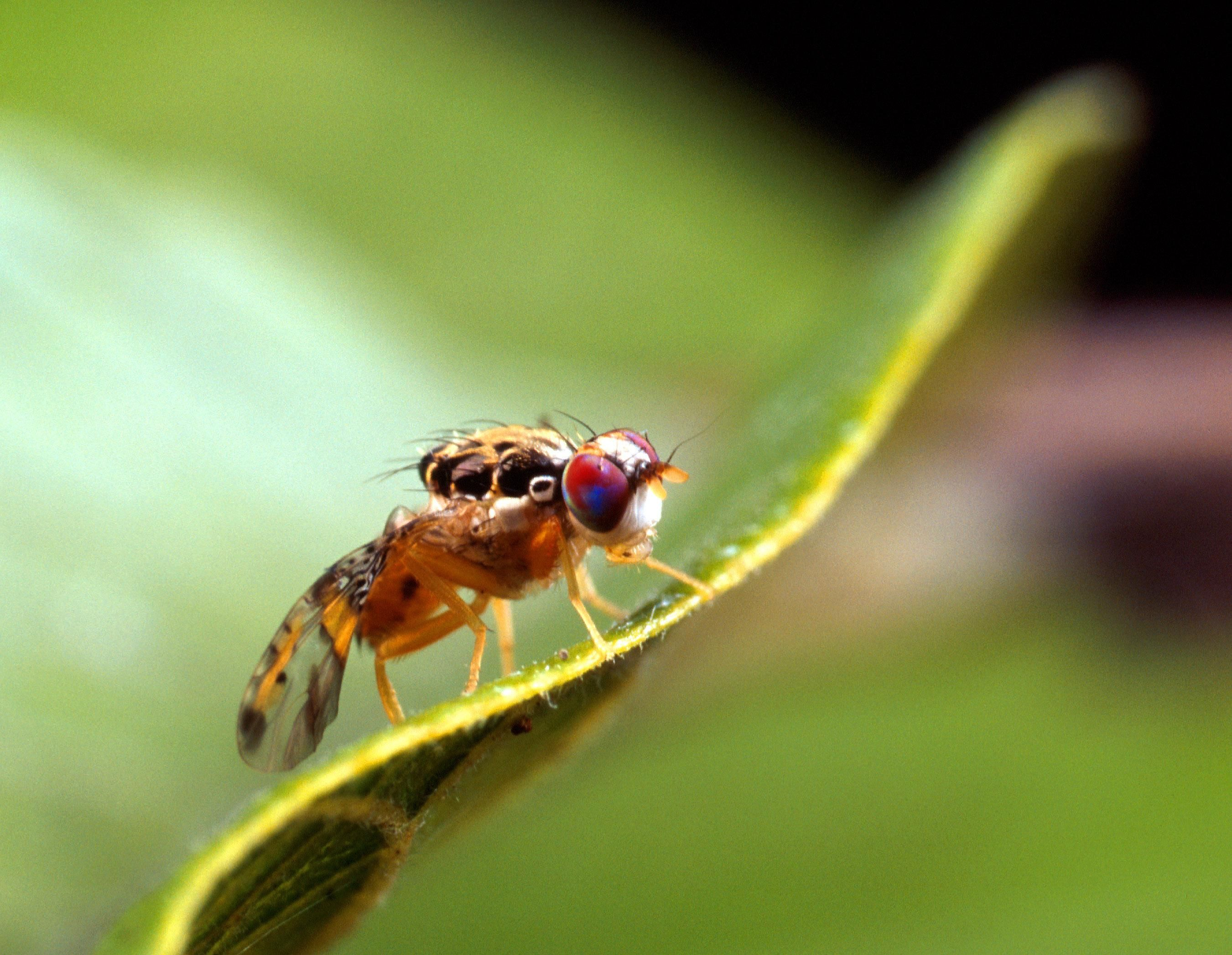
"التهاب القرنية الرؤيسية", ذبابة فاكهة البحر
المتوسّط (ذبابة البحر المتوسط)

ردّاً على تفشّي ذبابة فاكهة البحر المتوسط (تعرف أيضاً باسم "ذبابة
البحر المتوسط"), مسؤولون من وزارة الزراعة فلوريدا قاموا برشّ
المبيدات الحشريّة (في المقام الأوّل الملاثيون) وهاجمت أكثر من خمس
مقاطعات خلال ربيع وصيف عام 1998. علماء من جامعة فلوريدا معهد العلوم الغذائية والزراعية ذكروا بأنّه تمّ رشّ الملاثيون بطريقة لا
تشكّل خطراً كبيراً على الصحة العامّة.
خلال جهد الإبادة، وزارة الصحة فلوريدا حقّقت في 230 حالة من حالات المرض الّذي يعزى إلى المبيدات
الحشرية. مسؤولون من وزارة صحة فلوريدا وبرنامج مستشعر المبيدات
الحشرية نشروا مقالاً في مراكز السيطرة على الأمراض والوقاية منها (CDC)
التقرير الاسبوعي لمعدل الأمراض والوفيات (MMWR) الّتي وصفت تقارير
هذه القضيّة وأوصت بأساليب بديلة لمكافحة ذبابة البحر المتوسط، بما في ذلك
أنشطة الاستبعاد في موانئ الدخول لمنع الاستيراد، اكتشاف أكثر سرعة
من خلال زيادة ترصّد محاصرة الكثافة، وإطلاق ذكور الذباب العقيمة
لمقاطعة الدّورة الانجابيّة. وزارة الزراعة الأمريكية (USDA) أدرجت
هذه الاقتراحات في تقرير الأثر البيئي لعام 2001 على ذبابة الفاكهة
بالتعاون مع برنامج التحكم. تأثيرهذه البيانات يوجّه تطوير وزارة
الزراعة الأمريكية لاستراجيات وقرارات السيطرة على المبيدات الحشرية.

### المبيدات الحشرية في المدارس
الباحثون من برنامج مستشعر المبيدات الحشرية نشروا مقالة عام 2005 في
مجلة الجمعية الطبية الأمريكية (JAMA) عن التسمم بالمبيدات الحشرية في
المدارس. المقالة، الّتي تضمّنت البيانات المجموعة عن طريق المستشعر، وصفت
الأمراض في الطلاب وموظفي المدرسة المرتبطة بالتعرض للمبيدات الحشرية.
وجدت الدراسة أنّ معدّلات الأمراض المرتبطة بالمبيدات الحشرية في الأطفال
قد ارتفعت بشكل ملحوظ من عام 1998 حتى 2002, ودعت إلى الحدّ من استعمال
المبيدات الحشرية للوقاية من الأمراض المتعلقة بالمبيدات في أو بالقرب من
فناءات المدارس. المقالة ولّدت تغطية إعلامية وجذبت الانتباه إلى السلامة
من المبيدات الحشرية في المدارس وإلى وسائل بديلة أكثر أماناً للمبيدات
الحشرية من خلال مكافحة الحشرات المتكاملة (IPM). قال الباحث المشارك في الدراسة الدكتور جيفري كالفرت:"الدراسة قدمت دليل على
أنّ استخدام المبيدات في المدارس ليس حميداً وأنّ هناك طرق أفضل لاستخدام
المبيدات الحشرية،". مسؤولون في المنظمات يدعمون صناعة المبيدات
الحشرية، مثل كروب لايف أميريكا و RISE (صناعة مسؤولة لبيئة سليمة، جمعية
تجاريّة تمثّل مصنّعي المبيدات الحشريّة والمورّدون), ردّو بقوّة على
التّقرير ووصفوه بأنّه «مثير للذعر» و«غير كامل» في تقاريره الصحية.
رئيس كروب لايف أميريكا جاي فرووم زعم أنّ التّقرير "كُتِب دون السياق عن
الاستخدام الصحيح للمبيدات الحشرية في المدارس ولم يذكر الحماية الصحية
العامة الإيجابيّة الّتي يقدّمونها" وذكر أنّ استخدام المبيدات
الحشرية في المدارس «منظّم جيداً» ويمكن إدارته بحيث يكون الخطر منخفض.
رئيس RISE آلن جايمس انتقد المقالة لاعتمادها على غير مؤكّدة وقال أنّ
الأدلّة تشير إلى أن مثل هذه الحوادث كانت نادرة جداً. الوعي المتزايد
لاستعمال المبيدات الحشرية في المدارس أثّر على الأهالي وغيرهم من أصحاب
المصلحة في العديد من الولايات للدعوة إلى تبنّي برامج مكافحة الحشرات
المتكاملة. وفقاً لجمعية مكافحة الحشرات الوطنية، ثلاث ولايات
أخرى شرّعت قواعد وقوانين لمكافحة الحشرات المتكاملة بين تشرين الأول 2005 و
تشرين الأول 2008.

### العيوب الخلقية في فلوريدا وكارولاينا الشمالية
في شباط 2005, ولد ثلاثة أطفال مع عيوب خلقيّة لعمّال المزارع
المهاجرين خلال ثمانية أسابيع من بعضهم البعض في مقاطعة كولير، فلوريدا
. لأنّ أحد الأمّهات تعمل في كارولاينا الشمالية والاثنتين الأخرتين
تعملان في فلوريدا، لم تنسب وزارة صحة الدولة الجماعة إلى التعرض للمبيدات
في البداية. ومع ذلك، عندما قدّموا نتائجهم في ورشة عمل مستشعر المبيدات
الحشرية السنوي في عام 2006, أدركوا بأنّ جميع الأمّهات الثلاث عملوا لدى
مزارع البندورة نفسه خلال فترة توالد الأعضاء أثناء الحمل، وهكذا كان
ممكناً أنّهم تعرضوا للمبيدات الحشرية. أبلغت الإدارات الصحية للولاية عن
الجماعة لإداراتهم الزّراعية الرسميّة الخاصّة. وزارة زراعة فلوريدا
وخدمات المستهلك فتّشت مَزارع المُزارع في فلوريدا وغرّمت الشركة 111200$
للانتهاكات الّتي اكتشفوها; وزارة زراعة كارولاينا الشمالية وخدمات
المستهلك أجرت عملية تفتيش مشابهة للمزارع في كارولاينا الشمالية وغرّمت
الشركة 184500$.
بعد التحقيق، حاكم كارولاينا الشمالية مايك إيسلي قام بجمع "لجنة عمل
الحاكم على منع التعرض للمبيدات الحشرية الزراعية." قدّمت نتائجها في نيسان2008.
الّتي جعلت المجلس التشريعي للولاية يشرّع قوانين ضدّ الانتقام وقونين لحفظ
السجلات، تدريب الولايات لحماية صحة العمال الزراعيين، والتمويل لتحسين
المراقبة. في فلوريدا، أضاف المجلس التشريعي للولاية عشر مراقبين جدد
للمبيدات الحشرية إلى وزارة زراعة فلوريدا وخدمات المستهلك.

### الإطلاق الكلي لذرّ الضباب
الإطلاق الكلي لذر الضباب (TRFs), أو «قنابل الشوائب», تطلق ضباب من
المبيدات الحشرية لقتل الحشرات في غرفة وتغطّي السطوح بمادة كيميائية حتى
لا تعود الحشرات. ويقدّر بأنّ 50 مليون TRFs تستخدم سنويّاً في الولايات
المتحدة. الموظفون الفدراليون والحكوميون لمستشعر المبيدات الحشرية
, سويّة مع المسؤولين من قسم كاليفورنيا لتنظيم المبيدات الحشرية (CDPR),
نشروا مقالاً في مراكز السيطرة على الأمراض والوقاية منها التقرير الاسبوعي
لمعدّل الأمراض والوفيّاتCDC MMWR الّتي لفتت الانتباه إلى الإصابات
والأمراض الناتجة عن استخدام الإطلاق الكلي لذرّ الضباب. قسم الحماية البيئية لولاية نيويورك (DEC) نشروا بياناً صحفيّاً في الردّ،
أشار إلى أن الولاية سوف تحدّ من استخدامهم. أعلن مفوّض قسم الحماية
البيئية بيت جرانيس أنّ القسم سينتقل لتصنيف الضباب كمنتج محدود
الاستخدام في ولاية نيويورك، مما يعني أن تطبيقات المبيد الحشري المعتمدة
فقط ستتمكّن من الحصول عليهم. في آذار 2010, وكالة حماية البيئة الأمريكية
أعلنت عن تغييرات الملصق المطلوبة على منتجات الإطلاق الكلي لذرّ الضباب في
الأماكن المغلقة الّتي تعكس توصيات تغيير الملصق المذكورة في مقالة
التقرير الاسبوعي لمعدّل الأمراض والوفيّاتCDC.

## المرجع
1. 1 2 3 4  شنيتزر, ب.ج.شانون, ج.(1999).
"تطوير برنامج التسمم المهني بالمبيدات الحشرية: الدروس المستفادة والاتجاهات المستقبلية"."تقارير الصحة العامة (العاصمة واشنطن:1974)"
114 (3):242-8. معرّف بوب ميد
10476993.
تحرير نسخة محفوظة 06 يوليو 2017 على موقع واي باك مشين.
2. 1 2  جريدة بيكر (1989).
"نظام إنذار مترصّد الحدث للأخطار المهنية (مستشعر):المفهوم"."المجلة
الأمريكية للصحة العامة" 79 ملحق :18-20.
معرف بوب ميد 2817207. تحرير نسخة محفوظة 05 يوليو 2017 على موقع واي باك مشين.
3. ↑  مايزليش، ن; رودلف ,ل;ديرفن, ك (1995).
"مراقبة أمراض العمل المتعلقة بالمبيدات الحشرية:تطبيق نظام إنذار مترصّد الحدث للأخطار المهنية (مستشعر)"."المجلة الأمريكية للصحة العامة"
85 (6): 806-11. معرف الوثيقة الرقمية :
10.2105/AJPH.85.6.806.
معرف بوب ميد 7762714 تحرير. نسخة محفوظة 29 مايو 2016 على موقع واي باك مشين.
4. ↑  كيلي ت, دونالدسون د, جروبي ا. (2004).
"مبيعات صناعة المبيدات الحشرية واستعمالاتها.تقديرات السوق 2000 و2001"
العاصمة واشنطن: وكالة حماية البيئة الأمريكية, تقرير وكالة حماية البيئة
رقم -733-ر-99-001. [وصلة مكسورة] نسخة محفوظة 31 أغسطس 2009 على موقع واي باك مشين.
5. ↑  دونالدسون، د;كيلي، ت ;جروبي ا. (2002).
"مبيعات صناعة المبيدات لحشرية واستعمالاتها. تقديرات السوق 1998 و1999"
عاصمة واشنطن: وكالة حماية البيئة الأمريكية, تقرير وكالة حماية البيئة رقم
 -733-ر-02-001. [وصلة مكسورة] نسخة محفوظة 10 أكتوبر 2008 على موقع واي باك مشين.
6. ↑  جامعة آسبلين، جروبي ا.ه.(1999).
"مبيعات صناعة المبيدات لحشرية واستعمالاتها. تقديرات السوق 1996 و1997"
عاصمة واشنطن: وكالة حماية البيئة الأمريكية, تقرير وكالة حماية البيئة
رقم-733-ر-04-001. [وصلة مكسورة] نسخة محفوظة 10 أكتوبر 2006 على موقع واي باك مشين.
7. ↑  جامعة آسبلين, (1997).
"مبيعات صناعة المبيدات لحشرية واستعمالاتها. تقديرات السوق 1994 و1995"
عاصمة واشنطن: وكالة حماية البيئة الأمريكية, تقرير وكالة حماية البيئة
رقم-733-ر-97-002. [وصلة مكسورة] نسخة محفوظة 10 أكتوبر 2006 على موقع واي باك مشين.
8. ↑  ليتشفيلد,
م.ه.(2005)."تقديرات التسمم الحاد بالمبيدات الحشرية في العمال الزراعيين
في البلدان الأقل تقدماً". "استعراض السمية".24 (4): 271-8.
معرف الوثيقة الرقمية :
:10.2165/00139709-200524040-00006
معرف بوب ميد 16499408. تحرير "نسخة مؤرشفة". مؤرشف من الأصل في 2010-10-31. اطلع عليه بتاريخ 2010-12-05.{{استشهاد ويب}}:  صيانة الاستشهاد: BOT: original URL status unknown (link)
9. ↑  ريفز، كانساس;شافر كانساس (2003). "مخاطر أعظم ,حقوق
أقلّ: المزارعين والمبيدات الحشرية الأمريكية". "المجلة الدولية للصحة
البيئية والمهنية" 9 (1):30-9.
معرف بوب ميد 12749629. تحرير "نسخة مؤرشفة". مؤرشف من الأصل في 2019-12-17. اطلع عليه بتاريخ 2019-12-17.{{استشهاد ويب}}:  صيانة الاستشهاد: BOT: original URL status unknown (link)
10. 1 2 3  كالفرت، ج م;كارنيك, ج; ميهلر، ل ; بيكمان، ج;موريساي، ب;سيفرت
 ,ج; باريت، ر; لاكوفيك، م. وآخرون.(2008)."التسمم الحاد بالمبيدات الحشرية 
بين العمال الزراعيين في الولايات المتحدة, 1998-2005". "مجلة أمريكية للطب
 الصناعي"  51 (12):883-898.
معرف الوثيقة الرقمية : 10.1002/ajim.20623. معرف بوب ميد
18666136. تحرير "نسخة مؤرشفة". مؤرشف من الأصل في 2017-11-04. اطلع عليه بتاريخ 2018-07-30.{{استشهاد ويب}}:  صيانة الاستشهاد: BOT: original URL status unknown (link)
11. ↑  كالفرت، ج.م ;بلات، د.ك; داس، ر; روساليس، ر;
شافاي، و; ثومسن، س; ميل، د; بيكمان، ج; وآخرون.(2004). "الأمراض المهنية
الحادة ذات الصلة بالمبيدات الحشرية في الولايات المتحدة ,1998-1999: نتائج
 المراقبة من برنامج مستشعر المبيدات الحشرية". "مجلة أمريكية للطب 
الصناعي" 45 (1):14-23.
معرف الوثيقة الرقمية : 10.1002/ajim.10309. معرف بوب ميد
14691965.
تحرير "نسخة مؤرشفة". مؤرشف من الأصل في 2010-01-28. اطلع عليه بتاريخ 2010-12-05.{{استشهاد ويب}}:  صيانة الاستشهاد: BOT: original URL status unknown (link)
12. 1 2  كالفرت، ج.م; بيترسن، ا.م; سيفرت، ج; ميهلر، ل.ن; داس.ر; هارتر
,ل.س; روميولي، س; بيكير، ا. وآخرون(2007).
"التسمم الحاد بالمبيدات الحشرية في الولايات المتحدة.صناعة البيع بالتجزئة, 1998-2004". "تقاريرالصحة العامة (العاصمة واشنطن: 1974)"
122 (2):232-44.
معرف بوب ميد 17357366. تحرير "نسخة مؤرشفة". مؤرشف من الأصل في 2019-12-17. اطلع عليه بتاريخ 2020-05-11.{{استشهاد ويب}}:  صيانة الاستشهاد: BOT: original URL status unknown (link)
13. ↑  كالفرت، ج م; بارنيت، م; ميلر، ل ن; بيكير، ا; داس، ر; بيكمان، ج;
ميل، د; سيفرت، ج; وآخرون(2006). "الأمراض الحادة المتعلقة بالمبيدات الحشرية
 بين المستجيبين للطوارئ, 1993-2002". "مجلة أمريكية للطب الصناعي" 
49 (5): 383-393. معرف الوثيقة الرقمية :
10.1002/ajim.20286. [[بوب
ميد|معرف بوب ميد]] 16570258. تحرير "نسخة مؤرشفة". مؤرشف من الأصل في 2020-01-27. اطلع عليه بتاريخ 2020-05-11.{{استشهاد ويب}}:  صيانة الاستشهاد: BOT: original URL status unknown (link)
14. ↑  منظمة الصحة العالمية لمكافحة الأمراض المعدية, برنامج تقييم
منع والقضاء على المبيدات الحشرية (WHOPES) وحماية برنامج البيئة البشرية
على السلامة الكيميائية (PCS).2005.
أمان البيريثرويدس للاستخدام الصحي العام. جينيفا: WHO.
WHO/CDS/WHOPES/GCDPP/2005.10 WHO/PCS/RA/2005.1. نسخة محفوظة 21 يونيو 2012 على موقع واي باك مشين.
15. 1 2  سوتون، ب م; فيرجارا، اكس; بيكمان، ج; نيكاس، م;
داس، ر; (2007). "أمراض المبيدات الحشرية بين مضيفات الطيران بسبب طرد
الحشرات الطائرة". "المجلة الأمريكية للطب الصناعي" 50 (5):345-356.
معرف الوثيقة الرقمية : 10.1002/ajim.20452. معرف بوب ميد
17407145 تحرير "نسخة مؤرشفة". مؤرشف من الأصل في 2019-05-03. اطلع عليه بتاريخ 2019-05-22.{{استشهاد ويب}}:  صيانة الاستشهاد: BOT: original URL status unknown (link)
16. ↑  كالفرت ,ج م;وآخرون. 2009. مراقبة الأمراض المرتبطة بالمبيدات
الحشرية والاصابات بين البشر. في: كريجر، روبرت (2009). "كتيب هاي
لسمية لمبيد الحشري" (الإصدار الثالث). سان دييغو، كاليفورنيا:المطبعة
الأكاديمية. رقم دولي معياري للكتاب 978-0123743671 (في الطباعة)
17. ↑  ميتكا، م.(2006)."توجيه انتقادات للموافقة على اختبار سمية المبيدات في البشر".جاما 295(11):1237-1238.
18. ↑  "استراجيات تربوية واعلامية للحد من مخاطر المبيدات الحشرية. مجلس الشؤون العلمية". "الطب الوقائي" 26 (2):191-200. 1997. معرف الوثيقة الرقمية : 10.1006/pmed.1996.0122.
معرف بوب ميد 9085387. تحرير "نسخة مؤرشفة". مؤرشف من الأصل في 2016-10-20. اطلع عليه بتاريخ 2010-12-05.{{استشهاد ويب}}:  صيانة الاستشهاد: BOT: original URL status unknown (link)
19. ↑  مجلس الدولة وعلماء الاوبئة الاقليميين.1996. بيان موقف CSTE 1996-15 :إضافة اصابات التسمم الحادة بالمبيدات الحشرية كشرط لابلاغ نظام مراقبة الصحة العامة الوطني.تلانتا ,جورجيا:مجلس الدولة وعلماء الاوبئة الاقليميين. [وصلة مكسورة] نسخة محفوظة 22 فبراير 2012 على موقع واي باك مشين.
20. ↑  لجنة الصحة البيئية بيو.
2001." تعزيز حماية صحتنا البيئية ضد التهديدات البيئية: تقرير الانتقال إلى الادارة الجديدة. " بالتيمور ,ماريلاند: مدرسة جون هوبكينز للصحة البيئية, مركز بيو للبحوث البيئية. "نسخة مؤرشفة" (PDF). مؤرشف من الأصل في 2010-06-01. اطلع عليه بتاريخ 2010-12-05.{{استشهاد ويب}}:  صيانة الاستشهاد: BOT: original URL status unknown (link)
21. ↑  مكتب محاسبة الحكومة. (1994)."المبيدات الحشرية في المزارع. وجود قدرة محدودة لمراقبة الأمراض والاصابات المهنية". العاصمة واشنطن:مكتب المحاسبة العامة الولايات المتحدة ,GAO/PEMD-94-6.
22. ↑  مكتب محاسبة الحكومة.(1999). "المبيدات الحشرية.الاستخدام، الآثار, وبدائل المبيدات الحشرية في المدارس". العاصمة واشنطن:مكتب المحاسبة العامة الولايات المتحدة, GAO/RCED-00-17.
23. ↑  مكتب محاسبة الحكومة.(2000). "المبيدات الحشرية:التحسينات اللازمة لضمان سلامة عمال المزارع وأطفالهم" العاصمة واشنطن:مكتب المحاسبة العامة الولايات المتحدة، GAO/RCED-00-40.
24. ↑  ليو,, جونسون ا, ريست ك.(28أيلول 1992)."تقييم نظام إنذار مترصّد الحدث للأخطار المهنية (مستشعر). التقرير النهائي."
25. 1 2 3 4 5 6 7 8  كالفرت، ج م; هيجينس، س ا.(2009)."استخدام بيانات المراقبة لتعزيز الصحة المهنية وسياسات السلامة والممارسات على مستوى الدولة : دراسة حالة" "مجلة أمريكية للطب الصناعي" 53 (2):n/a. معرف الوثيقة الرقمية : 10.1002/ajim.20707.
معرف بوب ميد 19479875. تحرير "نسخة مؤرشفة". مؤرشف من الأصل في 2019-12-17. اطلع عليه بتاريخ 2019-12-17.{{استشهاد ويب}}:  صيانة الاستشهاد: BOT: original URL status unknown (link)
26. ↑  قائمة من مقالات التقرير الاسبوعي لمعدّل الأمراض والوفيّات لمستشعر المبيدات الحشرية. نسخة محفوظة 16 ديسمبر 2016 على موقع واي باك مشين.
27. ↑  كالفرت، ج م; ميهلر، ل ن; روساليس ,ر; باوم، ل; ثومسن، س; ميل، د; شافي، و; داس، ر وآخرون.(2003) "الأمراض الحادة ذات الصلة بالمبيدات الحشرية بين الشباب العاملين,1988-1999" "مجلة أمريكية عن الصحة العامة" 93 (4): 605-10.
معرف الوثيقة الرقمية : 10.2105/AJPH.93.4.605
معرف بوب ميد 12660205. تحرير نسخة محفوظة 12 يناير 2019 على موقع واي باك مشين.
28. ↑  بريفارد، ت ا; كالفرت، ج م; بلوندل، ج م; ميهلر، ل ن.(2003). "مرض حاد متعلق بالتطهير المهني بين الشباب,1993-1998" "منظورات الصحة البيئية" 111 (13):1654-1659.
معرف الوثيقة الرقمية : 10.1289/ehp.6157. معرف بوب ميد 14527846. تحرير
"نسخة مؤرشفة". مؤرشف من الأصل في 2020-05-25. اطلع عليه بتاريخ 2020-09-25.{{استشهاد ويب}}:  صيانة الاستشهاد: BOT: original URL status unknown (link)
29. ↑  داس، ر; ستيج، ا; بارون، س; بيكمان، ج; هاريسون، ر.(2001)."الأمراض المتعلقة بالمبيدات الحشرية بين عمال المزارع المهاجرين في الولايات المتحدة". "المجلة الدولية للصحة البيئية والمهنية" 7 (4) :303-12.
معرف بوب ميد 11783860 تحرير "نسخة مؤرشفة". مؤرشف من الأصل في 2018-06-11. اطلع عليه بتاريخ 2018-07-30.{{استشهاد ويب}}:  صيانة الاستشهاد: BOT: original URL status unknown (link)
30. 1 2 3  مراكز لمكافحة ومنع الأمراض (CDC) (1999)."مراقبة الأمراض الحادة المرتبطة بالمبيدات الحشرية أثناء برنامج مكافحة ذبابة البحر المتوسط--فلوريدا,1998" "التقرير الاسبوعي لمعدّل الأمراض والوفيّات " 48 (44):1015-8,1027. معرف بوب ميد 10577491 تحرير "نسخة مؤرشفة". مؤرشف من الأصل في 2019-12-17. اطلع عليه بتاريخ 2019-12-17.{{استشهاد ويب}}:  صيانة الاستشهاد: BOT: original URL status unknown (link)
31. ↑  سبينس، سيندي(1997-06-27). "خبراء جامعة فلوريدا يقولون بأن الخوف غير مبرّر ولكن يجب معاملة الملاثيون باحترام". "أخبار جامعة فلوريدا".استرجع 01-10-2009. [وصلة مكسورة] نسخة محفوظة 29 فبراير 2012 على موقع واي باك مشين.
32. ↑  وزارة الزراعة الأمريكية.2001. برنامج السيطرة التعاوني على ذبابة الفاكهة: بيان التاثير البيئي.وزارة الزراعة الأمريكية: العاصمة واشنطن. نسخة محفوظة 29 ديسمبر 2016 على موقع واي باك مشين. [وصلة مكسورة]
33. ↑  آلاركون، و; كالفرت، ج; بلوندل، ج; ميهلر، ل; سيفرت، ج; بروبك، م; تيبتس، د; بيكر، ا.وآخرون.(2005). "الأمراض الحادة المرتبطة بالتعرض للمبيدات الحشرية في المدارس". جاما 294 (4):455-465. معرف الوثيقة الرقمية : 10.1001/jama.294.4.455. معرف بوب ميد 16046652 تحرير "نسخة مؤرشفة". مؤرشف من الأصل في 2010-10-22. اطلع عليه بتاريخ 2010-12-05.{{استشهاد ويب}}:  صيانة الاستشهاد: BOT: original URL status unknown (link)
34. ↑  استرويل, نيل(27-07-2005). "طلاب المدارس والمعلمين انزعجوا من التعرض للمبيدات لحشرية" نسخة محفوظة 6 مايو 2021 على موقع واي باك مشين. "شبكة عمل المبيدات الحشرية متجددة الخدمة" شبكة عمل المبيدات الحشرية في أمريكا الشمالية.استرجع 29-09-2009. "نسخة مؤرشفة". مؤرشف من الأصل في 2016-03-03. اطلع عليه بتاريخ 2010-12-05.{{استشهاد ويب}}:  صيانة الاستشهاد: BOT: original URL status unknown (link)
35. ↑  الموظفون (15-09-2005) "دراسة جاما عن مخاطر المبيدات الحشرية في المنازل" "خدمة تحديثات شبكة عمل المبيدات الحشرية" شبكة عمل المبيدات الحشرية أمريكا الشمالية. استرجع 29-09-2009. نسخة محفوظة 03 مارس 2016 على موقع واي باك مشين.
36. ↑  الموظفون (26-07-2005). رد الصناعة على تقرير جاما عن حادثة التعرض للمبيدات الحشرية في المدارس". "وكالة الأنباء الأمريكية".استرجع 29-09-2009. [وصلة مكسورة] نسخة محفوظة 2020-05-25 على موقع واي باك مشين.
37. ↑  الموظفون (26-07-2005). "الدراسة المدرسية تثير ضجة المبيدات الحشرية" أخبار BBC.استرجع 30-10-2009. نسخة محفوظة 09 فبراير 2017 على موقع واي باك مشين.
38. 1 2 3 4 5  الموظفون (26-07-2005). "المبيدات الحشرية قد تكون ممرضة لطلاب المدارس" "أميريكا اليوم". استرجع 02-11-2009. نسخة محفوظة 05 يناير 2012 على موقع واي باك مشين.
39. ↑  جمعية القمل الوطنية(07-09-2005). "يحثّ الأهالي المدارس لبدء سنة بدون مبيدات حشرية سامة; السيناتور الأمريكي يدخل برنامج لحماية الأطفال من التسمم بالمبيدات الحشرية".البيان الصحفي. استرجع 01-10-2009. نسخة محفوظة 14 مارس 2020 على موقع واي باك مشين.
40. ↑  ج، هارينغتون, رئيس لجنة الجمعية الوطنية لإدارة الآفات. (10 تشرين الاول 2008). الاتصال الشخصي.
41. ↑  كالفرت، ج.م; آلكورن، وا; شيلمينسكي، ا; كرولي، م س; باريت، ر;كوريا، ا; هيجينز، س; ليون، ه ل. وآخرون.(2007). "تقرير الحالة:ثلاثة عمّال زراعيين الّذين ولدوا أطفالاً بعيوب خلقية يجمعهم تقارب الزمان والمكان-فلوريدا وكارولاينا الشمالية 2004-2005" "منظورات الصحة البيئية" 115 (5):787-791.
معرف الوثيقة الرقمية : 10.1289/ehp.9647. معرف بوب ميد 17520069 تحرير
"نسخة مؤرشفة". مؤرشف من الأصل في 2020-05-25. اطلع عليه بتاريخ 2020-09-25.{{استشهاد ويب}}:  صيانة الاستشهاد: BOT: original URL status unknown (link)
42. ↑  أخبار الهجرة من الريف.01-10-2005. "جنوب شرق ولاية فلوريدا".أخبار الهجرة الريفية11:4, الوصول 03-11-2009. [وصلة مكسورة] نسخة محفوظة 27 فبراير 2012 على موقع واي باك مشين.
43. ↑  ديفلين ل، بياوريغارد ك، بوري ك، بوهلر وج، انجل ج، ميلتون ج، باركس ج، برايس ج، تروكسلر س.2008. تقرير إلى فخامة ميشيل ف، ايسلي, حاكم ولاية كارولاينا الشمالية من فرقة عمل الحاكم عن منع التعرض للمبيدات الحشرية الزراعية.
تالاهاسي، فلوريدا: مكتب الحاكم. [وصلة مكسورة] نسخة محفوظة 25 فبراير 2012 على موقع واي باك مشين.
44. ↑  جوميز، ا.(01-05-2006)."مقترحات إفادة المهاجرين تحقق نجاحات بهدوء" بريد بالم بيتش.
45. ↑  برادبوري س ب.24-03-2010. رسالة إلى السيد كاس والدكتور هوفمان.وكالة حماية البيئة الأمريكية. العاصمة واشنطن, استرجع 05-04-2010. "نسخة مؤرشفة" (PDF). مؤرشف من الأصل في 2015-06-18. اطلع عليه بتاريخ 2010-12-05.{{استشهاد ويب}}:  صيانة الاستشهاد: BOT: original URL status unknown (link)
46. ↑  مراكز مكافحة ومنع الأمراض (2008). الأمراض والاصابات المتعلقة بالإطلاق الكلي لذرّ الضباب--ثماني ولايات,2001-2006" MMWR التقرير الاسبوعي لمعدّل الأمراض والوفيّات 57 (41):1125-9.
معرف بوب ميد 18923383 تحرير "نسخة مؤرشفة". مؤرشف من الأصل في 2018-03-14. اطلع عليه بتاريخ 2018-07-30.{{استشهاد ويب}}:  صيانة الاستشهاد: BOT: original URL status unknown (link)
47. ↑  قسم نيويورك للحفاظ على البيئة (17-10-2008). "استخدام الولايو لقنابل الحشرات" بيان صحفي. استرجع 29-09-2009. [وصلة مكسورة] نسخة محفوظة 24 نوفمبر 2010 على موقع واي باك مشين.
48. ↑  كايغوين RP,روسي LA. 23-03-2010. ردّ: لغة الملصق المطلوبة لمنتجات الإطلاق الكلي لذرّ الضباب الداخلية. وكالة حماية البيئة الأمريكية, العاصمة واشنطن.استرجع 05-04-2010.

## وصلات خارجية
- برنامج مستشعر المبيدات الحشرية
- تعريف حالة عن الأمراض والاصابات الحادة المرتبطة بالمبيدات الحشرية
- متغيرات موحّدة